# ميجومو نيشيدا
ميجومو نيشيدا (باليابانية: 西田 恵) (مواليد 10 يناير 1998) هو لاعب كرة قدم ياباني.

## وصلات خارجية
- ميجومو نيشيدا على موقع رابطة كرة القدم اليابانية للمحترفين (اليابانية)
- ميجومو نيشيدا على موقع قاعدة بيانات كرة القدم.إي يو (الإنجليزية)
- ميجومو نيشيدا على موقع Soccerway.com (الإنجليزية)
- ميجومو نيشيدا على موقع عالم كرة القدم.نت (الإنجليزية)